# Across the Isthmus
Across the Isthmus è un cortometraggio muto del 1909. Il nome del regista non viene riportato.
Nel 1903, gli Stati Uniti avevano istituito la Zona del Canale, ottenendone l'affitto perpetuo e l'autorizzazione a iniziare i lavori. Sull'Istmo di Panama, dal 1907 vennero intrapresi i lavori per la realizzazione del Canale che si sarebbero conclusi il 3 agosto 1914.

## Produzione
Il film fu prodotto dalla Selig Polyscope Company. Nel 1912, la Selig avrebbe prodotto un altro documentario sullo stesso argomento dal titolo Across the Isthmus of Panama in 1912 (o Across the Isthmus of Panama) che documentava il progetto di costruzione del Canale. Il Canale è protagonista di un altro documentario della Selig, risalente al 1909, With Taft in Panama, dove viene documentata una visita a Panama di William Howard Taft: il futuro presidente degli Stati Uniti, che dal 1904 al 1908 fu Segretario alla Guerra sotto l'amministrazione di Theodore Roosevelt, fu il supervisore dell'inizio dei lavori del Canale.

## Distribuzione
Distribuito dalla Selig Polyscope Company, il documentario - un cortometraggio in una bobina - uscì nelle sale cinematografiche statunitensi l'11 novembre 1909.